# Tomás Carlos Capuz
Tomás Carlos Capuz, né en 1834 à Valence et mort en 1899 à Madrid, est un graveur sur bois espagnol.

## Biographie
Tomás Carlos Capuz naît en 1834 à Valence.
Il est élève de l'Académie royale des Beaux-Arts Saint-Ferdinand. Entre 1860 et 1881, il expose plusieurs fois à l'exposition nationale des beaux-arts de Madrid. Parmi ses gravures, on peut citer, entre autres, la Vierge Marie  et L'ange du Jugement dernier. Il travaille également pour les périodiques espagnols El Museo Universal, La Ilustracion Española y Americana et d'autres, et illustre des livres d'histoire, dont Historia del Escorial.
Tomás Carlos Capuz meurt en 1899 à Madrid.

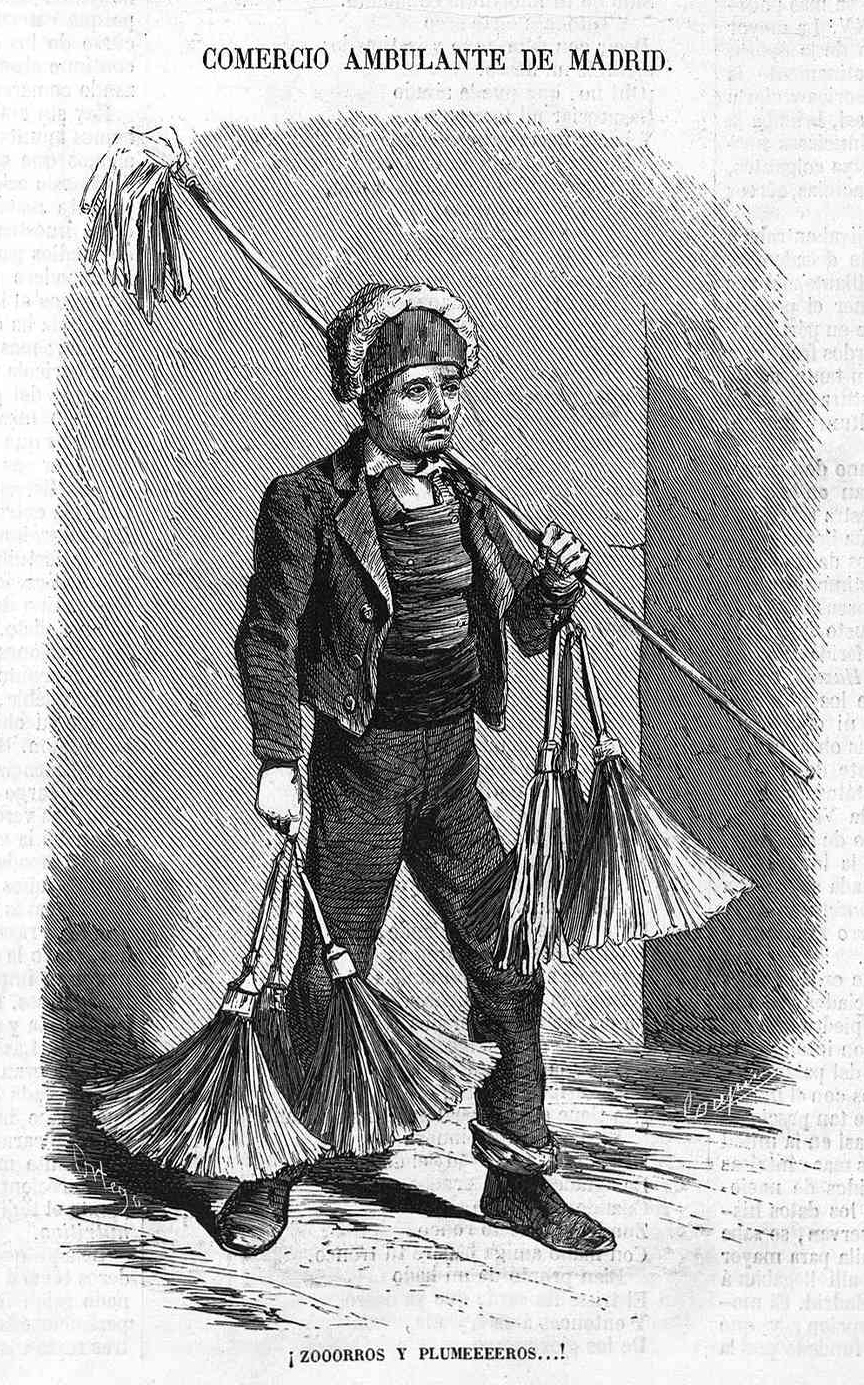
Comercio ambulante en Madrid, Ortego, dans El Museo Universal du 17 février 1861.
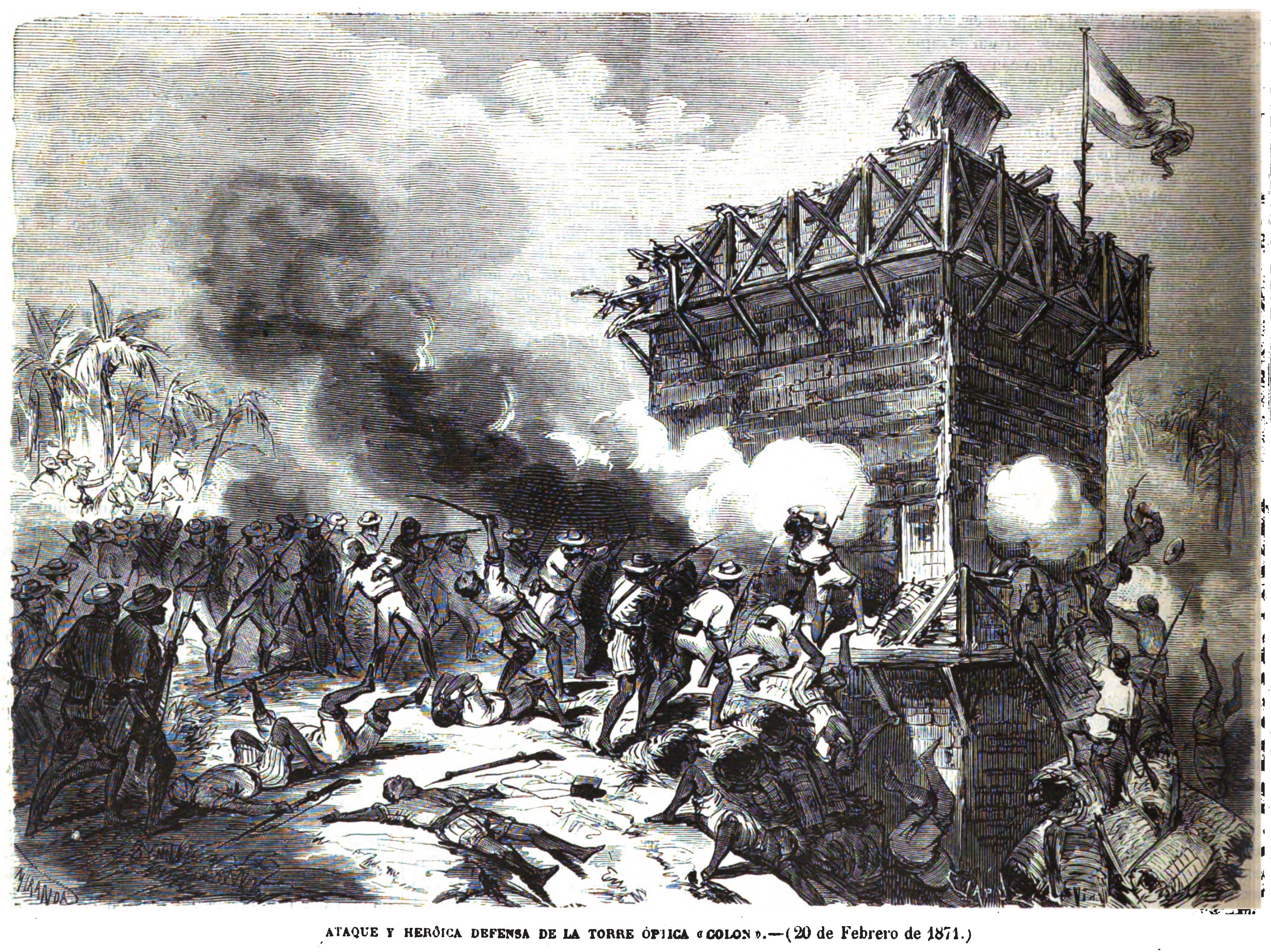
Ataque y heroica defensa de la torre óptica Colón (20 de febrero de 1871), dans La Ilustración Española y Americana du 5 mai 1871.
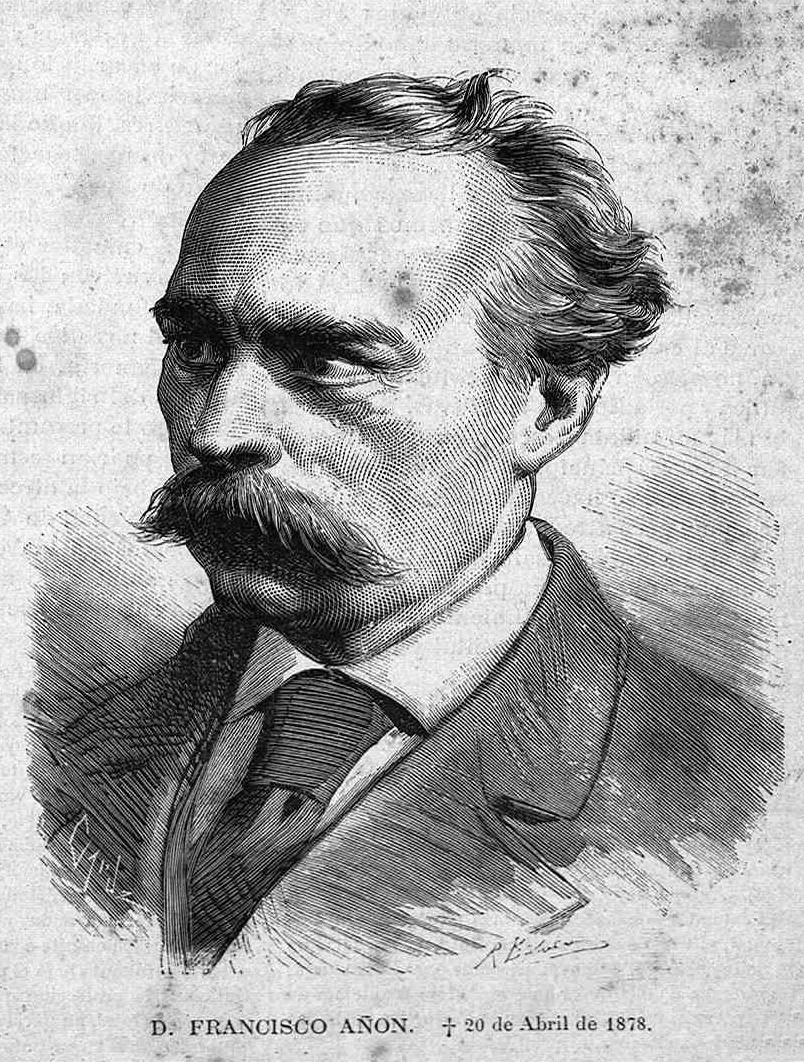
Portrait de Francisco Añón (es) dans La Ilustración de Galicia y Asturias du 15 juin 1878.